# Аугуст Вилхелм Шлегел
Аугуст Вилхелм (после 1812, фон) Шлегел (Хановер, 8. септембар 1767 — Бон, 12. мај 1845) био је њемачки пјесник, критичар, преводилац и  универзитетски професор. Заједно са својим братом Фридрихом Шлегелом, био је једна од водећих фигура круга њемачких романтичара из Јене. Он је радио као професор санскрита и превео је Ехагавадгите.

## Биографија
Шлегел је рођен у Хановеру, где је његов отац, Јохан Адолф Шлегел, био лутерански пастор. Школовао се у гимназији у Хановеру и на Универзитету у Гетингену.
Он је био истакнути преводилац Шекспира. Поједини извори наводе да је његов превод најбољи од свих свјетских превода, због чега је Шекспир међу Нијемцима уживао велику популарност.
Током 1835. био је на челу одбора за подизање споменика Бетовену у Бону.

## Одабрана дјела
- Ion (1803)[3]
- Rom Elegie (1805)
- Шлегелова предавања из Берлина током 1801/1804 (1884)[1]
- Poetische Werke (1811)
- Observations sur la langue et la littératures provençale (1818)
- Бхагавадгита (1823)
- Kritische Schriften (1828)
- Sämtliche Werke (1846–1848) (Сабрана дела) штампано у 12 томова
- Œuvres écrites en français (3 тома, 1846)
- Opuscula Latine scripta (1848)
- Ludwig Tieck und die Brüder Schlegel. Briefe, књига писама, (1972)